# Xanthosoma riedelianum
Xanthosoma riedelianum är en kallaväxtart som först beskrevs av Heinrich Wilhelm Schott, och fick sitt nu gällande namn av Heinrich Wilhelm Schott. Xanthosoma riedelianum ingår i släktet Xanthosoma och familjen kallaväxter. Inga underarter finns listade.